# 吉田義人
吉田義人（平假名：よしだ よしひと，1969年2月18日—)，是前日本橄欖球運動員，職司翼鋒，退役後擔任教練。其妻子為創作歌手大西亞里。